# サナクト
サナクト又はネブカー（Sanakht, または Nebka, 生没年不明）はエジプト第3王朝の初代ファラオ。在位は紀元前2686年から紀元前2668年。サナクトはホルス名であり、エジプト第2王朝の前王カセケムイ、その前の王セト・ペルイブセンと異なり、名前にセト名が入っていない。

## 概要
出自は不明。第2王朝最後の王カセケムイの死後、カセケムイの娘にして王位継承者のニマアトハピ に迎えられ、紀元前2686年に王に即位する。母系社会の古代エジプトにおいて、王位継承権を持つ女性との婚姻は王位の正当性を保証した。サナクトの統治は18年間に及んだが、その統治について示す史料はほとんど発見されていない。現在、発見されている史料はシナイ半島のワジマガラで発見された砂岩レリーフであり、敵対者を攻撃する様子が描かれ、セレクにはサナクトという王名が読み取れる。その王の頭部には下エジプト（エジプト北部）の王冠があり、下エジプトの反乱から始まった前王朝末期の内乱の終結から領土を維持していることが窺える。また、彼の代からシナイ半島の鉱物資源の採掘が盛んに行われるようになる。なかでもトルコ石、銅といった資源はエジプトに富をもたらし、次代のジェセルによる勢力の拡大と階段ピラミッドなどの巨大建築物の建設を助けた。